# Чуждестранни армии Изток
Чуждестранни армии Изток (на немски: Fremde Heere Ost) е военна разузнавателна организация на Нацистка Германия.
Информацията, осигурявана от нея, влияе на германската стратегия през Втората световна война. След войната организацията става основна разузнавателна служба на Западна Германия.

## Поява и развитие
След като Адолф Хитлер поема властта и започва разширяването на армията, Чуждестранни армии премахват предишното си кодово означение Т3. Организацията е разширена, за да поеме увеличеният поток от информация идваща от аташета, радио разузнаване и Абвера (организация за военно разузнаване и контраразузнаване в Нацистка Германия).
На 10 ноември 1938 г. Франц Халдер, новият командващ на генералния щаб, разделя „Чуждестранни армии“ на „Чуждестранни армии Изток“ (ЧАИ) и „Чуждестранни армии Запад“. Първата става третият клон на генералния щаб, а втората дванадесетия.
В началото на войната ЧАИ е под командването на подполковник Еберхард Кинцел. Информацията осигурявана от организацията през 1940 и 1941 г. е подлагана на сериозна критика вследствие, на което Хитлер и Халдер решават да снемат Кинцел от поста.
На 1 април 1942 г. Райнхард Гелен става началник на „Чуждестранни армии Изток“. Под негово ръководство ЧАИ е отговорна за изготвянето на анализи, свързани с различни операционни проблеми, включително германски офанзиви, очаквани съветски атаки, възможности и намерения. Източниците за изготвяне на докладите включват информация получена при разпити на съветски военнопленници, фотографското разузнаване, прихваните съюзнически радиопредавания и доклади от военния шпионаж на Абвера.
Скоро след като поема поста Гелен увеличава и подменя част от персонала. За началник на група I (група за проучване) е назначен капитан Герхард Весел. За началник на група II, занимаваща се с оценка на разузнавателни доклади и подготовка на общи проучвания, свързани със Съветския съюз, е назначен майор Данко Хере. Група III е оглавявана от балтийския германец полковник Алексис фон Роне. Известна част от служещите в този отдел имат подобен произход.

## Структура

### Група I
Група I е разделена на шест бюра. Четири отговарят за германските групи армии Север, Център, Юг и А, намиращи се на Източния фронт. Другите две са отговорни за борбата с партизани и въздушното разузнаване. Всяко бюро се състои от офицер, асистент и помощник. Те са отговорни за наблюдението на противника край фротовата линия на групата армии, за която отговарят. Докладите им трябва да включват разположение на противниковите части, тяхната сила, история на формацията, екипировка и персонал. Всяка промяна в силата на съветска част е отбелязвана.
Всеки ден се изготвят доклади за ситуацията на фронта. В допълнение се правят кратки обобщения, които са довършвани от Весел. Той от своя страна ги предава на Гелен, който ги представя на началника на генералния щаб. В отговорностите на бюрата влиза и изготвяне на карти, показващи промяна в положението и прегрупирането на противниковите формации и резултати от въздушното разузнаване.

### Група II
Група II (обща военна ситуация/Русия) разследва основните положения, които определят дневната обстановка.
Бюро IIа изучава основните фактори и най-вече съветския човешки потенциал, като използва за основа преброяването на населението от 1939 г. Според оценка от май 1942 г. Съветския съюз може да създаде 60 нови стрелкови дивизии, ако липсва набор от 18-годишни момчета необходими за работа във фермите. Впоследствие се оказва, че известен брой 18-годишни са извикани на военна служба, което води до създаването на 64 дивизии. Освен това бюрото изучава всички аспекти на съветската икономика. Изготвя списъци по географски региони, показващи отрасъл на производството и производителност.
Група IIb изучава вторични фактори, включително морал, храна, политическа ситуация и обучение. Оценките се базират на заловени писма, разпити на военнопленници и вестници.
Група IIc наблюдава разположението на войските на противника и отразяват новите детайли в идентификационни пликове (около 30000). Всеки от тях съдържа дата, на която е получен доклада за формацията, местоположение, източник и надеждност. Друга информацията, която се съхранява е силата на формацията, въоръжение, загуби, командири и история. Сред задачите на бюрото влиза изготвянето на карти „Обзор на съветските формации“. То показва различни противникови формации по фронта на дадена група армии разположени в три зони – на фронта, в резерв и в дълбок резерв.
Освен това група IIc поддържа архив с данни за командирите на Червената армия, състав на армията, организация и тренировъчни училища. Лични досиета са изготвяни за всеки офицер с ранг, равен и превъзхождащ дивизионен командир. Всеки ден се изготвят сравнения между германски и съветски войски. На всеки три месеца се изготвя обзор на фронтовете, армиите и корпусите. Приготвят се списъци с противникови формации, обзор на формации от Червената армия, които са унищожени или разпуснати, и месечен доклад за състоянието на съветските бронетанкови части.

### Група III
Отделение IIz е отговорно за разпитването на съветски военнопленници, оценка на получената информация, събиране и оценяване на пленени документи, заповеди и писма. Постепенно се разраства и е преименувано на група III.
Структура на отдела:
- Група IIIb се занимава с разучаване на съветски военни ръкописи. Разположено е във варшавския център за пленени материали на Абвера. Там заедно с други разузнавателни отдели разучават ръкописите за данни за партизани, както и за организация, екипировка и тренировка на Червената армия.
- Група IIIc съхранява заповедите и инструкциите на съветското министерство на отбраната.
- Група IIId събира брошури, вестници и писма, отнети от пощенската служба на Червената армия.
- Група IIIe изготвя доклад наречен „Разузнавателна служба Изток – Подробна информация“. В него получателите се уведомяват за новите съветски тактики и оръжия.
- Група IIIf отговаря за преводите на документи с изключителна важност.
- Група IIIg събира наредби, закони и съветски книги в специална библиотека.
- Група IIIh отговаря за следене на съветския радиотрафик.

## Ефективност
Чуждестранни армии Изток е отговорна за изготвянето на редица доклади, които влияят на германската стратегия през войната. Те не винаги успяват правилно да оценят наличните данни.

### Успехи
По време на съветската лятно-есенна офанзива от 1943 г. Чуждестранни армии Изток правилно определя бъдещите намерения на Червената армия и посоката на основното настъпление. На 11 октомври организацията излиза с доклад, според който съветските войски ще опитат да подобрят позициите си преди очакваната зимна офанзива. След безплодните съветски действия в района на Букринското предмостие Чуждестранни армии Изток определя районите на Мелитопол и Кривой Рог като основна посока за съветските настъпателни действия през ноември. Предвижданията включват опит за обкръжение на германските 6-а и 1-ва танкова армия. Като вероятна посока на поддържаща офанзива, целяща разбиване на германския северен флаг, са посочени Псков или Двинск-Рига.

### Провали

#### Операция Уран
Един от най-сериозните провали на организацията е свързан с операция Уран. През август 1942 г. Гелен отбелязва 3 вероятни възможности в доклада „Размисли относно бъдещи действия на противника през есента и зимата“. Те включват нападение срещу фланга на 6-а армия с цел отрязване на пътя за отстъпление на германската армия в Кавказ или атака срещу слабите позиции при предмостията при Серафимович и Коротояк. Въз основа на информацията, получена през следващите няколко месеца, се предполага, че е възможна атака срещу румънската 3-та армия, намираща се в левия фланг на германската 6-а армия край Сталинград, но такава операция би била с ограничени цели.
На 6 ноември 1942 г. Гелен издава нов доклад „Оценка на противниковите позиции на фронта на група армии Център“, който заключава, че офанзивата на Червената армия ще е насочена към група армии Център. Приготовленията, извършвани на юг, отново са оценени като недостатъчни за голяма офанзива.
Операция Уран стартира на 19 ноември и постига пълна изненада. До 23 ноември Червената армия обгражда 6-а армия на фелдмаршал Фридрих Паулус.

#### Операция Багратион
Най-сериозният провал на Чуждестранни армии Изток е през юни 1944 г., когато Червената армия атакува Група армии Център. На 30 март 1944 г. организацията, командвана от Гелен, изготвя изчерпателен доклад относно намеренията на противника. Предполага се, че лятната съветска офанзива ще е насочена към групи армии А и Юг.
На 13 юни ЧАИ издава „Подробен доклад за разположението на противника край германския Източен фронт и предполагаеми намерения на противника“. Според него съветската лятна офанзива ще започне между 15 и 20 юни и наличната разузнавателна информация подсказва, че основната атака ще е насочена към група армии Северна Украйна.
На 22 юни 1944 г. съветските войски привеждат в изпълнение операция Багратион, която води до унищожението на Група армии Център. В нея участват 4 полеви армии и 1 танкова армия, които атакуват там, където ЧАИ не очаква.